# Clorocromato de piridinio
El clorocromato de piridinio, también denominado PCC o reactivo de Collins, es un reactivo rojizo sólido utilizado para oxidar los alcoholes primarios en aldehídos y los alcoholes secundarios en cetonas. El clorocromato de piridinio no oxida plenamente alcoholes primarios al ácido carboxílico, como ocurre con el reactivo de Jones. Su principal desventaja es su toxicidad. Fue desarrollado por Elias James Corey y Suggs William en 1975.

## Preparación
La preparación original de Corey consiste en adicionar un equivalente de piridina a una solución de un equivalente de trióxido de cromo y de ácido clorhídrico concentrado.
C5H5N  +  HCl  +  CrO3 → [C5H5NH][CrO3Cl]
Agarwal et al. propusieron una síntesis alternativa que evita la producción de cloruro de cromil (CrO2Cl2), una sustancia muy peligrosa.
El trióxido de cromo se trata con cloruro de piridinio:
[C5H5NH+]Cl-  +  CrO3  →  [C5H5NH][CrO3Cl]

## Propiedades y usos clorocromato de piridinio
El PCC se utiliza principalmente como oxidante. En particular, ha demostrado ser altamente eficaz para la oxidación de alcoholes primarios y secundarios a aldehídos y cetonas, respectivamente. Rara vez se lleva a sobreoxidación y por lo tanto no produce los ácidos carboxílicos.
Una oxidación típica de PCC implica la adición de alcohol a una suspensión de PCC en diclorometano.  Una reacción de la muestra sería:
2 C5H5NHCrO3Cl  +  3 R2CHOH  →   2 C5H5NHCl  + 2 "CrO1.5"  +  3 R2C=O  +  3 H2O
En la práctica, los subproductos de cromo se depositan con la piridina como un residuo de alquitrán negro pegajoso, lo que puede complicar su manipulación. La adición de un material inerte absorbente permite recoger los residuos y facilita su eliminación.
Otra reacción oxidativa notable de PCC es su conversión eficiente de los alcoholes o aldehídos insaturados a ciclohexenonas. Esta reacción en particular se conoce como ciclación catiónica oxidativa.